# Наполитански језик
Наполитански језик (нап. nnapulitano, итал. napoletano) је романски дијалекат који се говори у граду Напуљу (нап. Napule, итал. Napoli). Овај дијалекат је основа разноликих кампанијских дијалеката. Постоје многе сличности између наполитанског и дијалеката регија средње и јужне Италије (Лациј, Абруцо, Молисе, Апулија, Базиликата и Калабрија). Средином 1970их овај језик је говорило као матерњи око 7 милиона људи.
Наполитански дијалекат је у употреби у региону Кампанији, провинцијама Фођа и Бари. Дана 14. октобра 2008. наполитански језик је признат као званичан у региону Кампанија.

## Класификација
Наполитански се обично сврстава у западнороманске дијалекте, иако се повремено појављује идеја о сврставању наполитанског у јужнороманске дијалекте. Постоје разлике међу поддијалектима наполитанског, иако се говорници међусобно разумеју. Разлике у граматици стандардног италијанског језика и наполитанског дијалекта су значајне. Примери су постојање средњег рода и градња множине. Као и стандардни италијански језик, наполитански се развио из вулгарног латинског језика. Разлике у фонетици се могу објаснити пре-латинским утицајима на наполитански.
Иако наполитански језик има дугу традицију у књижевности, музици и позоришту (примери су Ђамбатиста Базиле, Едуардо де Филипо и Тото), он за италијанску државу није званичан језик, и не предаје се у државним школама. Овај језик је добио званичан статус 2008. само у провинцији Кампанија.

### Поређење
Овде је приказан упоредни приказ наполитанског језика, севернокалабријских дијалеката и стандардног италијанског језика (Оченаш).
| Наполитански (Напуљ) | Севернокалабријски | Северноапулијски | Апулијски (Таранто) | Стандардни италијански |
| -------------------- | ------------------ | ---------------- | ------------------- | ---------------------- |
|                      |                    |                  |                     |                        |
|                      |                    |                  |                     |                        |
|                      |                    |                  |                     |                        |
|                      |                    |                  |                     |                        |
|                      |                    |                  |                     |                        |
|                      |                    |                  |                     |                        |
|                      |                    |                  |                     |                        |
|                      |                    |                  |                     |                        |
|                      |                    |                  |                     |                        |
|                      |                    |                  |                     |                        |
|                      |                    |                  |                     |                        |